# Raleigh (concern)
Raleigh is een groot Brits concern, dat in het verleden motorfietsen produceerde en ook verschillende motorfietsmerken opkocht. Sinds 1935 bouwt het alleen nog fietsen.
De fietsafdelingen van beroemde merken als BSA, Triumph, Rudge en anderen gingen ooit in het Raleigh-concern op, maar ook minder bekende, zoals Carlton in Carlton-in-Lindrick, Phillips, Hercules in Birmingham, Sun en Norman.

## Voorgeschiedenis
Het bedrijf werd in 1888 opgericht door Frank Bowden onder de naam Bowden Raleigh Industries. Vanaf 1890 noemde hij het bedrijf Raleigh Cycle Co. Ltd., Nottingham. In 1896 werd een nieuwe fabriek geopend, indertijd de grootste fietsenfabriek ter wereld. Bowden was ook eigenaar van het merk Bowden en patenthouder van de bowdenkabel. Na zijn ontmoeting met Henry Sturmey en ingenieur James Archer ontstond in 1902 het merk Sturmey-Archer. Sturmey en Archer hadden allebei een versnellingsnaaf voor fietsen ontwikkeld. Bowden bracht het tweetal samen dat vervolgens de Three-Speed Syndicate Ltd. of Nottingham oprichtte. De naaf van Sturmey-Archer werd door Bowden in zijn fietsen toegepast en Sturmey-Archer bleef op die manier ook verbonden aan Raleigh. In 1921 overleed Frank Bowden op 73-jarige leeftijd. Hij werd opgevolgd door zijn zoon: Sir Harold Bowden.

## Naamgeving
Raleigh was gevestigd aan Raleigh Street in Nottingham. Deze straat was weer genoemd naar de Britse schrijver, dichter, spion en ontdekkingsreiziger Sir Walter Raleigh.

## Fietsen en motorfietsen
| Raleigh "Britannica Bicycle Tandem" uit 1911 |
| Raleigh damesfiets uit 1929                  |
| Raleigh sportfiets uit 1956                  |
| Raleigh Chopper uit 1970                     |

Nadat men eerst begon met de productie van fietsen kwamen daar in 1901 ook fietsen met hulpmotor bij. Op de Stanley Show in dat jaar toonde Raleigh twee "Werner-lookalikes", waarvan er één was voorzien van een Werner-motor en de ander van een DAW-blok. Latere modellen werden ook geleverd met een Schwan-hulpmotor, zoals "Sir Walter". Dit duurde tot 1905.
In 1919 ging men weer gemotoriseerde fietsen met het hulpmotortje boven het voorwiel produceren, maar vanaf 1921 ook "echte" motorfietsen met een dwarsgeplaatste 698 cc tweecilinder boxermotor. William Comery, directeur en hoofd van de ontwerpafdeling, had al tijdens de Eerste Wereldoorlog plannen gemaakt voor deze nieuwe motorfiets, en zelfs al een prototype gebouwd. Het versnellingsbakhuis was een integraal onderdeel van het frame; het binnenwerk van de versnellingsbak was uiteraard van Sturmey-Archer. Er was een Brampton Biflex voorvork toegepaste en zelfs achtervering met bladveren. Zowel de primaire- als de secundaire transmissie gebeurde met volledig ingesloten ketting. Een ander opmerkelijk detail was dat alle kleppen waren voorzien van twee veren om een maximaal contact met het nokprofiel te krijgen en het “dichthameren” van de klep te voorkomen. Deze bijzonder luxueuze machine bleek echter veel te duur en de productie werd in 1923 beëindigd. Men bleef echter tot in 1933 motorfietsen produceren.
Raleigh bouwde naast 698 cc tweecilinder boxermotoren onder andere 798 cc V-twins en eencilinders van 174- tot 496 cc. Sturmey-Archer leverde motorblokken aan Raleigh en andere fabrieken.
In 1932 nam men de fietsenafdeling van Humber over. In 1933 stopte Raleigh met de bouw van motorfietsen om zich toe te leggen op drie- en vierwielige auto's bestelwagens. Vanaf 1935 maakte Raleigh alleen nog fietsen. In 1943 werd de fietsenafdeling van Rudge ingelijfd en in 1957 ook die van BSA. In 1958 kwam Raleigh met een bromfiets zonder versnellingen en zonder vering, en daarna bouwde men nog de Franse Mobylette in licentie. In 1960 ging het bedrijf samen met de British Tube Investments Group (TI), waardoor de fietsafdelingen van Hercules, Norman, Phillips en Sun werden toegevoegd. In 1967 werd ook Moulton Bicycles overgenomen, zeven jaar later werd dit weer ongedaan gemaakt.

## Wielrennen

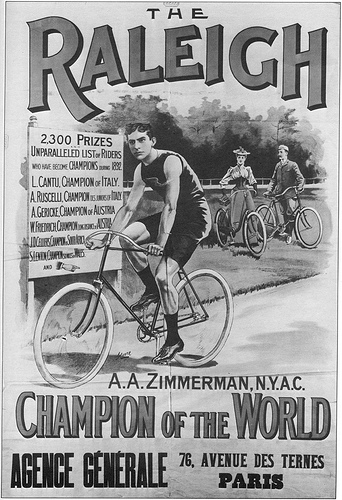
De wereldtitel van Arthur Zimmerman was goede reclame voor het fietsenmerk Raleigh

De Amerikaanse wielrenner Arthur Augustus Zimmerman kreeg in 1893 twee Raleigh fietsen van het concern en zij maakten uitgebreid reclame met zijn portret. Dat jaar werd hij winnaar van het eerste wereldkampioenschap op de sprint.
In de jaren zeventig heeft Raleigh zich ook nadrukkelijk beziggehouden met de sponsoring van de beroemde TI-Raleigh wielerformatie van Peter Post. Deze wielerformatie domineerde gedurende een aantal jaren het profwielrennen op een wijze die daarna nooit meer geëvenaard is. Enkele namen uit deze ploeg: Jan Raas, Gerrie Knetemann, Joop Zoetemelk, Henk Lubberding, Leo van Vliet, Bert Pronk, Cees Priem, Johan van der Velde en verzorger Ruud Bakker.

## Vrachtwagentje
In 1933 ontwierp Raleigh een driewielige bestelwagen. Later werd het bedrijf Reliant opgericht met het doel de productie ervan over te nemen. Dit bedrijf groeide uit tot een fabrikant van personenwagens.

## Trivia

### Sir Walter
| Sir Walter, een Werner-kopie en een stukje Britse motorgeschiedenis |
| De voorloper van het gashandvat: benzinedamp wordt gemengd met lucht die via het gaatje in het linker handvat binnen komt. Door het verdraaien van dit "gashendel" regelde men de snelheid. |

"Sir Walter" is het koosnaampje voor een bijzonder zeldzame Raleigh motorfiets uit 1902. Het is een Schwan 239 cc 2 pk eencilinder, in feite een kopie van de oudere typen Werners, die het motorblok nog boven het voorwiel hadden. Er zijn slechts enkele detailverschillen. Raleigh produceerde tussen 1902 en 1905 een kleine oplage van deze motorfietsen, om zich daarna weer helemaal te storten op de productie van fietsen en de Sturmey-Archer versnellingsbakken en -naven.
Deze motorfiets was aanvankelijk in bezit van een zekere heer Fox, maar in 1947 werd hij gekocht door de vader van John Day, een van de oprichters van de Britse VMCC (Vintage Motor Cycle Club). Zoon John ging er echter mee rijden en doopte de motor "Sir Walter" als eerbetoon aan de Britse schrijver, dichter, spion en ontdekkingsreiziger Sir Walter Raleigh. Tussen 1949 en 1954 nam hij met Sir Walter deel aan de Pioneer Run.
In 1965 verkocht hij de motor, maar in 1967 had hij hem alweer terug gekocht. Hij ging er echter niet meer mee rijden. In 2008 was John rond de negentig en hij ging op zoek naar "a good home" voor Sir Walter. Uiteraard past een dergelijke machine perfect in een van de grote Britse motorfietsmusea. John beschreef in een ingezonden brief in het Club Journal van de VMCC hoe dat in zijn werk ging.
Als eerste ging hij naar het National Motorcycle Museum in Birmingham. Dit museum had een groot deel van zijn collectie verloren in een enorme brand in september 2003. John Day bood zijn motorfiets gratis aan het museum aan, op voorwaarde dat hij bij hem thuis in Surrey werd opgehaald. Een afstand van goed 190 km. Hoewel hem werd beloofd dat hij binnen een week wat zou horen, ging hij er na twee weken van stilte van uit dat er geen interesse was. Daarop ging hij naar Nottingham, naar het Wollaton Hall Industrial Museum, dat nota bene een afdeling aan het merk Raleigh heeft gewijd. De collectiebeheerder nam niet eens de moeite naar de balie te komen en John kreeg te horen dat men wel contact met hem zou opnemen. Ook dit gebeurde niet en John bood de motor ten slotte op minstens twee veilingen aan: in september 2008 op de beurs in Beaulieu via het veilinghuis Bonhams, en in oktober in Stafford. Hier werd hij voor een Nederlandse klant gekocht door Yesterdays Antique Motorcycles uit Nederweert, waarmee de Britten een uniek stukje van hun eigen motorgeschiedenis hadden laten schieten… John eindigde zijn ingezonden brief met een verontschuldiging: “Don’t blame me; I didn’t do it for the money. I offered Sir Walter to the two best homes for nothing”.
(Vrij naar: Ruud van Bijnen: Sir Walter, een opmerkelijke veteraan, Het Motorrijwiel, Yesterdays Antique Motorcycles)